# SDP.81
SDP.81 è una remota galassia starburst, situata nella costellazione dell'Idra; osservata per la prima volta nel 2010 tramite il telescopio spaziale europeo Herschel sfruttando l'effetto della lente gravitazionale generato da una galassia a noi relativamente vicina (4 miliardi di anni luce). Questa galassia “in primo piano” ospita al centro un buco nero supermassiccio di 200-300 milioni di masse solari.
SDP.81, studiata unitamente ad altre galassie (SDP.9, SDP.11, SDP.17 e SDP.130) caratterizzate da un redshift minore, ha redshift z=3,042 e la sua luce ha viaggiato per 11,4 miliardi di anni prima di giungere fino a noi. La galassia viene quindi colta in un momento in cui l'universo aveva 2,4 miliardi di anni a partire dal Big Bang, cioè era al 15% della sua età attuale.
SDP.81 è stata nuovamente indagata nell'ottobre 2014 dall'Alma (Atacama Large Millimeter/submillimeter Array) e, sempre tramite l'effetto lente gravitazionale, si è generato un fenomeno conosciuto come anello di Einstein. La galassia presenta una zona centrale più compatta, che si estende per circa 6.500 anni luce, dove sono intensissimi i fenomeni di formazione stellare in quanto viene generata una nuova stella ogni 5-6 ore, a fronte di una sola stella all'anno nell'odierna Via Lattea. L'analisi è risultata così dettagliata da rendere possibile l'individuazione, nonostante l'enorme distanza, di aree di formazione stellare delle dimensioni di 200 anni luce.
Nelle immagini analizzate si osserva una distribuzione separata tra nuove e vecchie stelle, e ciò è stato interpretato come il risultato di un precedente scontro tra due galassie, impatto che ha generato la formazione di nuovi astri.

## Galleria d'immagini

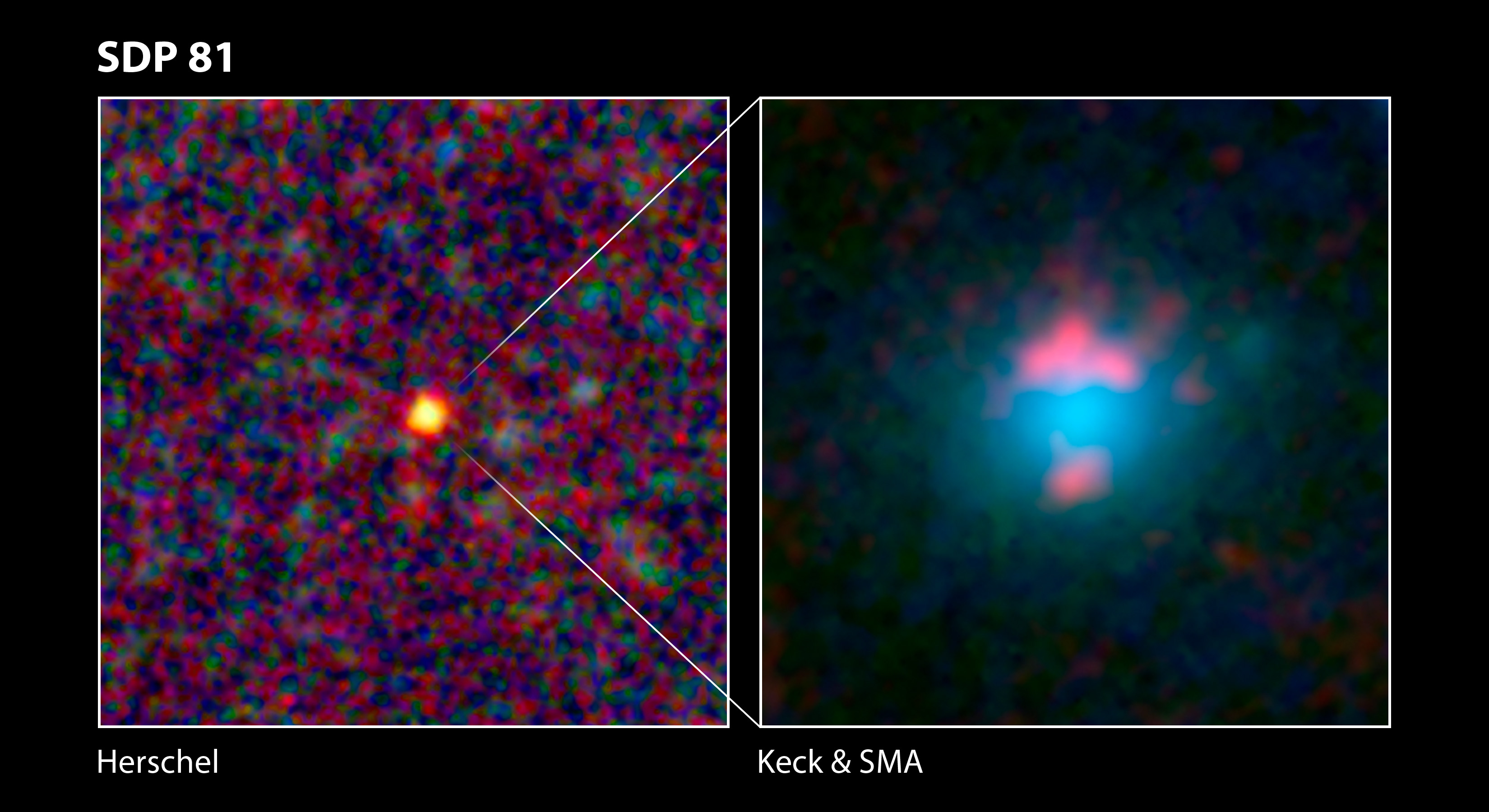
SDP.81 vista da Herschel
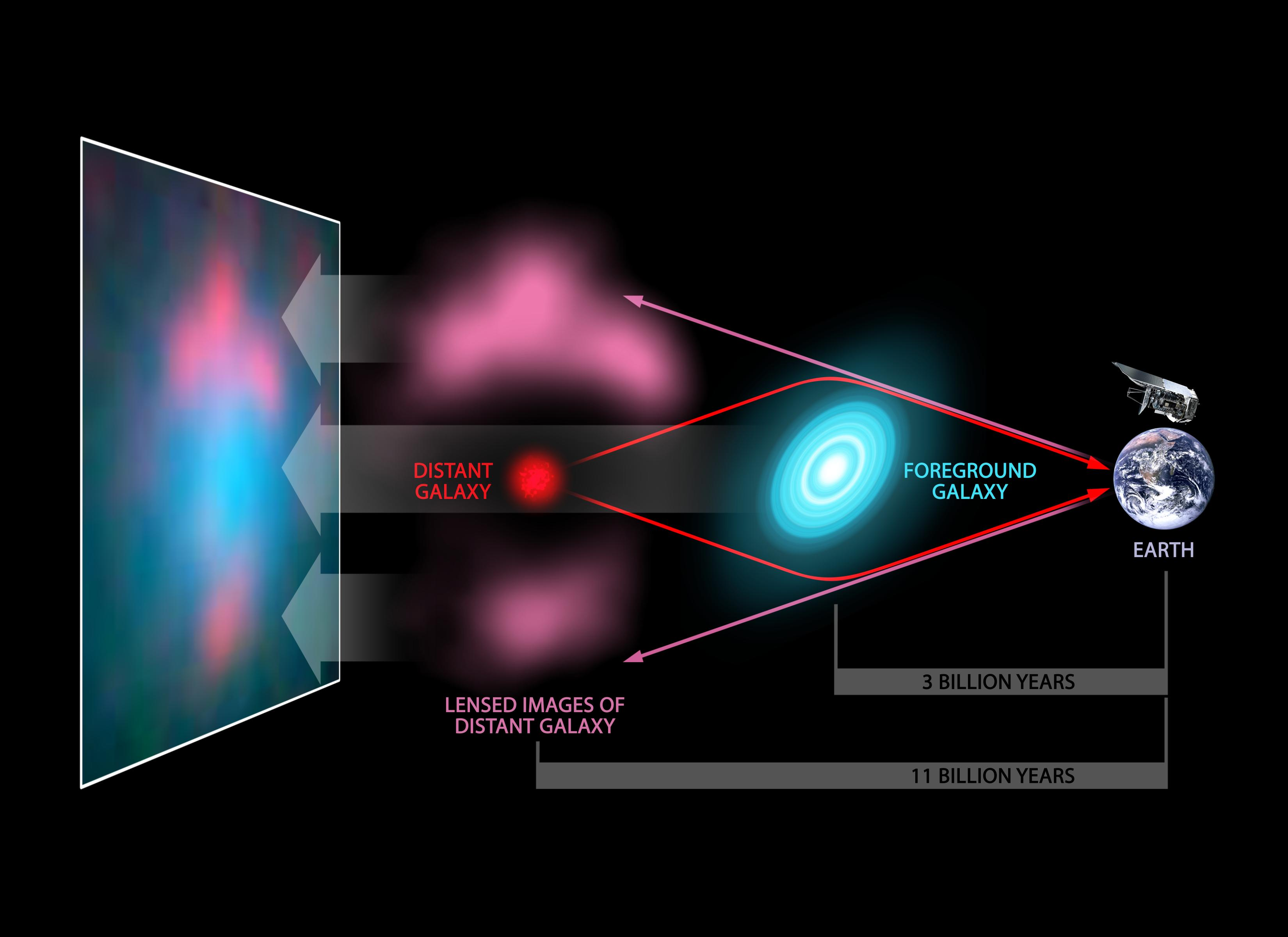
SDP.81 - Il "lensing" gravitazionale
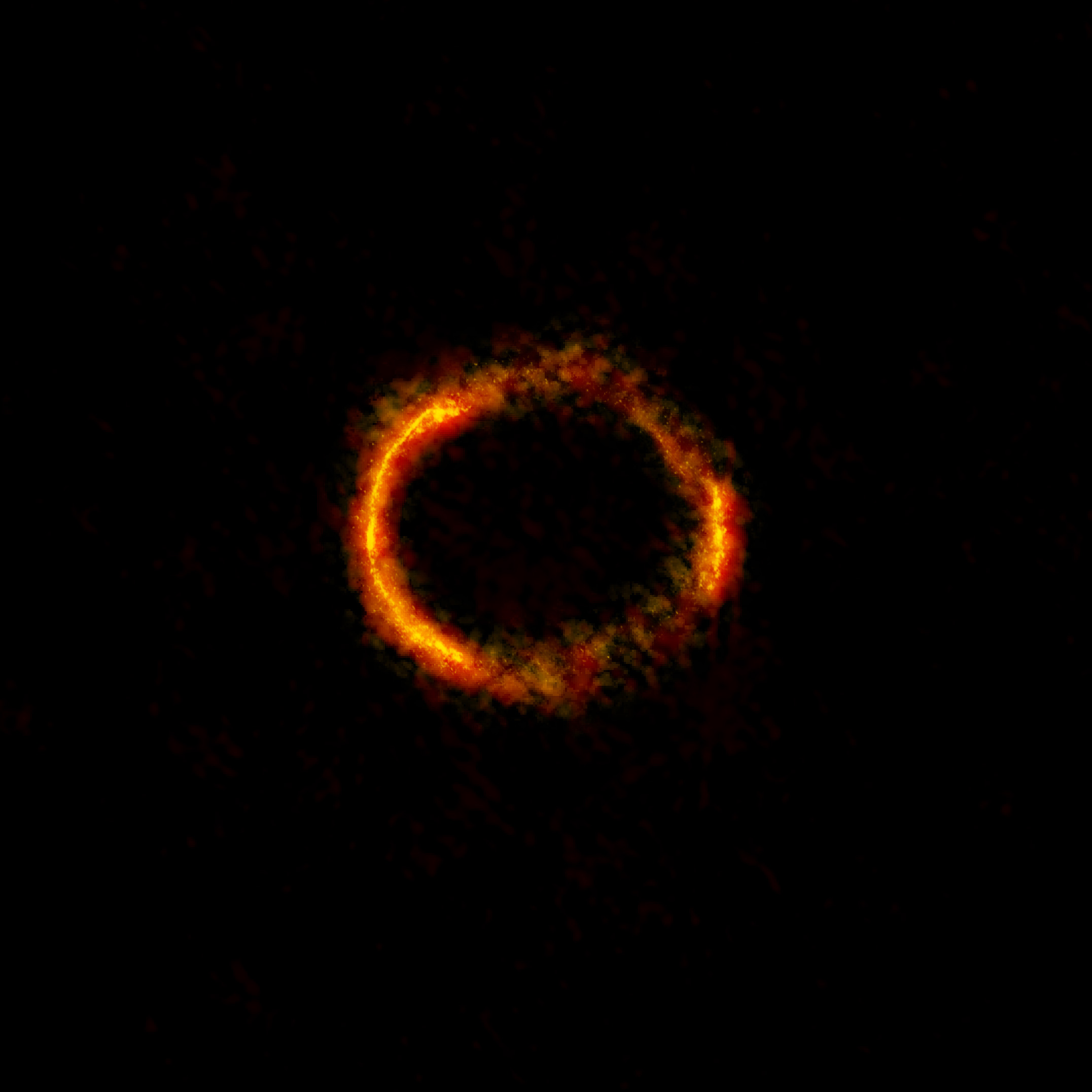
SDP.81 - L'anello di Einstein